# 二重小惑星
二重小惑星(Binary asteroid)は、共通重心の周りを公転する2つの小惑星の系である。バイナリ小惑星とも。恒星における連星に相当する。1993年にガリレオがイダをフライバイした際に初めて二重小惑星であることを発見し、それ以降、多くの二重小惑星が発見されている。
大きさが似た2つの小惑星からなる二重小惑星は、"binary companions"や"double asteroids"と呼ばれることがあり、アンティオペ等がその例である。「ムーンレット」と呼ばれる小さな衛星を持つ小惑星は数が多く、カリオペ、ウージェニア、シルヴィア、カミラ、ヘルミオネ、エレクトラ、イダ、エンマ、フエンナ等がある。これらは、"high-size-ratio binary-asteroid systems"とも呼ばれる。
カナダのクリアウォーター湖、ドイツのネルトリンガー・リースのような1対の衝突クレーターは、二重小惑星によって形成された可能性がある。
二重小惑星の形成については、いくつかの理論が提唱されている。近年の研究では、二重小惑星の大部分は、内部がラブルパイル状であることが示唆されている。カリオペ、ウージェニア、シルヴィア等の、衛星を持つ大きなメインベルト小惑星は、斜めからの衝突が起こった後の衝突か分裂による親天体の分裂によって形成されたと考えられている。太陽系外縁天体である二重小惑星は、太陽系の形成の際に、相互捕獲や三体相互作用によって形成されたと考えられている。
太陽系の内側の方の軌道を公転する地球近傍小惑星については、地球型惑星の近くを通過した際に潮汐力によって引き裂かれて形成されたと考えられている。地球軌道の近くや内側で比較的多くの二重小惑星が見つかる理由について、ネイチャー誌(2008年6月10日号)に掲載された論文では、太陽エネルギーによりラブルパイル天体の自転速度が速くなると（YORP効果）、小惑星の赤道から物質が噴出すると説明している。この過程では、小惑星の極域に新鮮な物質が表出することになる。